# Sergio Mattarella
Sergio Mattarella (Palermo, 1941. július 23. – ) olasz jogász, politikus. 1989–90-ben Olaszország oktatási, 1999 és 2001 között védelmi minisztere, 1998–99-ben miniszterelnök-helyettes. 2011 és 2015 között az olasz Alkotmánybíróság tagja. 2015-ben Olaszország tizenkettedik köztársasági elnökévé választották. 2022. január 29-én második ciklusra újraválasztották, így ő lett a második újraválasztott olasz elnök, aki első szicíliaiként tölti be ezt a posztot.

## Életpályája
Neves politikus családban született. Édesapja, Bernardo Mattarella az 1950-es és 1960-as években több miniszteri posztot töltött be, bátyja, Piersanti Mattarella pedig a szicíliai tartomány elnöke volt, amíg 1980-ban meg nem gyilkolta a maffia. A római La Sapienza Egyetemen jogot tanult. Ebben az időszakban aktívan részt vett több katolikus ifjúsági mozgalomban, így például az Actio Catholica egyetemi ifjúsági szervezetében (Gioventù Studentesca di Azione Cattolica), amelynek 1961 és 1964 között laziói felelőse, emellett az egyetemi hallgatók katolikus szövetségének is aktivistája volt. Az egyetem elvégzését követően parlamenti jogot oktatott a Palermói Egyetemen.

### Politikai pályafutása
Bátyja erőszakos halála is késztette aktívabb politikai részvételre, édesapjához és testvéréhez hasonlóan Olaszország akkori vezető kereszténydemokrata pártja, a Olasz Kereszténydemokrata Párt (DC) tagja lett, ahol a párt balszárnyához tartozott. 1983-ban választották az olasz képviselőház tagjává a nyugat-szicíliai választókerület – Palermo, Trapani, Agrigento és Caltanissetta városok körzete – képviselőjévé. 1984-ben Ciriaco De Mita, a kereszténydemokrata párt főtitkára megbízta a szicíliai pártszervezet újjászervezésével. 1985-ben ennek keretében segítette a maffiaellenes Leoluca Orlando palermói polgármesteri kampányát, amelyet az meg is nyert. 1987-ben Mattarellát újra a képviselőház tagjává választották és Giovanni Goria kormányában a parlamenti kapcsolattartásért felelős miniszterré nevezték ki. Pozícióját De Mita kormányában is megtartotta. 1989-ben oktatási miniszter lett Giulio Andreotti hatodik kormányában. Tisztségéről 1990-ben öt másik miniszterrel együtt lemondott, amikor az olasz parlament elfogadta az általa nem támogatott úgynevezett Mammì-törvényt, amelyet a benyújtóról, Oscar Mammì postaügyi és hírközlési miniszterről neveztek el. Ebben a törvényben alakították át a televíziós sugárzási rendszert, ezzel legitimálva Silvio Berlusconi médiapiaci befolyását.
Lemondását követően a DC főtitkárhelyettesévé választották. Ezt a tisztségét 1992-ig viselte, amikor is a DC újságja, az Il Popolo szerkesztőjévé nevezték ki. 1993-ban megbízták a választójogi reform kidolgozásával, miután népszavazáson támogatták a Szenátus arányos választási rendszerének megszüntetését. Az általa hozott többségi elemeket tartalmazó törvényjavaslatot a parlament két háza elfogadta. Ezt a rendszert (ami Mattarellum néven vált ismertté) alkalmazták a következő három parlamenti választáson. A DC 1994-es megszűnésével, ami Olaszország egyik legnagyobb korrupciós botrányának, az úgynevezett Tangentopoli-ügynek a következménye volt, amelyben ő nem volt részes, megalakították az Olasz Néppártot (Partito Popolare Italiano, PPI). A pártnak alapító tagjai között szerepelt, annak színeiben jutott be ismét a képviselőházba. Itt hamar konfliktusba került a Berlusconival szövetségre lépni kívánó Rocco Buttiglionéval, a PPI akkori főtitkárával, ami miatt lemondott az Il Popolo szerkesztéséről. Az 1996-os parlamenti választás után a PPI-frakció vezetőjévé választották. Tisztségét 1998-ig viselte, amikor a balközép Massimo D’Alema miniszterelnök helyettese lett 1999-ig, amikor is védelmi miniszterré nevezték ki. Pozícióját Giuliano Amato második kormányában is megtartotta. Minisztersége idején szűnt meg Olaszországban a sorkötelezettség. 2001-ben ismét ellenzéki képviselőként folytathatta politikai pályafutását. 2002-ben a PPI beolvadt a Margaréta (Democrazia è Libertà - La Margherita) pártszövetségbe, amely részese volt az első olasz Olajfa-koalíciónak. 2006-ban ismét képviselővé választották. 2007-ben alapító tagja lett a balközép Demokrata Pártnak (Partito Democratico, PD), amelybe a Margaréta is beolvadt. Részt vett a párt alapító nyilatkozatának megírásában. A 2008-as választáson nem indult, így huszonöt év után távozott az olasz képviselőházból. 2011-ben az olasz parlament megválasztotta az Alkotmánybíróság tagjává.

### Köztársasági elnökként
2013-ban neve felmerült köztársaságielnök-jelöltként, de nem ő lett a PD (végül meg nem választott) jelöltje. 2015-ben, Giorgio Napolitano köztársasági elnök lemondása után a Matteo Renzi miniszterelnök vezette PD egyhangúlag őt jelölte utódjának. A párton belüli megállapodás szerint a választás első három körében, ahol kétharmados többség szükséges az 1009-tagú választógyűlésben, üres szavazólapokat dobtak be és a negyedik körben, ahol abszolút többség volt szükséges, szavaztak Mattarellára.
A negyedik körös támogatást több baloldali és centrista párt is bejelentette. A Silvio Berlusconi vezette Forza Italia, az Új Jobbközép és az Északi Liga úgy nyilatkozott, hogy nem támogatják a jelölést, üres szavazólapokat dobnak be vagy más jelöltre szavaznak. A Beppe Grillo vezette 5 Csillag Mozgalom mind a négy körben Ferdinando Imposimato volt szenátort támogatta. A negyedik körben, január 31-én, 665 szavazattal (végül az Új Jobbközép támogatásával is) Mattarellát köztársasági elnökké választották. Hivatali esküjét február 3-án tette le.
Mattarella eredetileg nem kívánt újraindulni köztársasági elnökként mandátumának lejárta után. A 2022 januárjában fennálló politikai helyzetben nem volt egyik blokknak sem többsége és közös jelöltben sem tudtak megállapodni, így nem sikerült az olasz választógyűlésnek hét szavazási kör után sem utódot választania. (A hét kör 2022. január 24. és 29. között zajlott le). Ezt követően delegáció indult Mattarellához, hogy meggyőzzék, induljon el mégis újra, ami sikerült is, így a 2022. január 29-én megtartott nyolcadik szavazási körben 759 támogató szavazattal újraválasztották köztársasági elnöknek.